# 第32保安旅団
第32保安旅団は、ムアンマル・アル＝カッザーフィー（カダフィ大佐）政権下のリビア軍の精鋭部隊。カダフィ大佐の末息子ハミス・カダフィが指揮していた事から「ハミス旅団」とも呼ばれる。

## 2011年リビア内戦
2011年リビア内戦